# کشار سرگپ
کشار سرگپ، روستایی در دهستان کشار بخش مرکزی شهرستان خمیر در استان هرمزگان ایران است.

## جمعیت
بر پایه سرشماری عمومی نفوس و مسکن در سال ۱۳۹۵، جمعیت این روستا برابر با ۴۴۱ نفر (۱۲۷ خانوار) بوده‌است.